# Molpadiida
Los molpádidos (Molpadiida) son un orden de equinodermos holoturoideos. Tienen los tentáculos simples y poseen árboles respiratorios. El anillo calcáreo carece de proyecciones posteriores. El cuerpo es en general blando y flexible. La mayoría de las especies viven en aguas poco profundas, pero una familia es exclusiva de aguas profundas. Se conocen unas 95 especies en 11 géneros y 4 familias.

## Taxonomía
Los molpádidos incluyen cuatro familias, pero dos de ellas tienen una posición incierta:
- Gephyrothuriidae (posición incierta)[2]
- Eupyrgidae (posición incierta)[2]
- Molpadiidae
- Caudinidae